# Hans Freese (Musiker)
Hans Freese (* 6. Oktober 1904 in Stralsund; † 21. Juli 1986 in Hamburg) war ein deutscher Dirigent und Kapellmeister.

## Leben

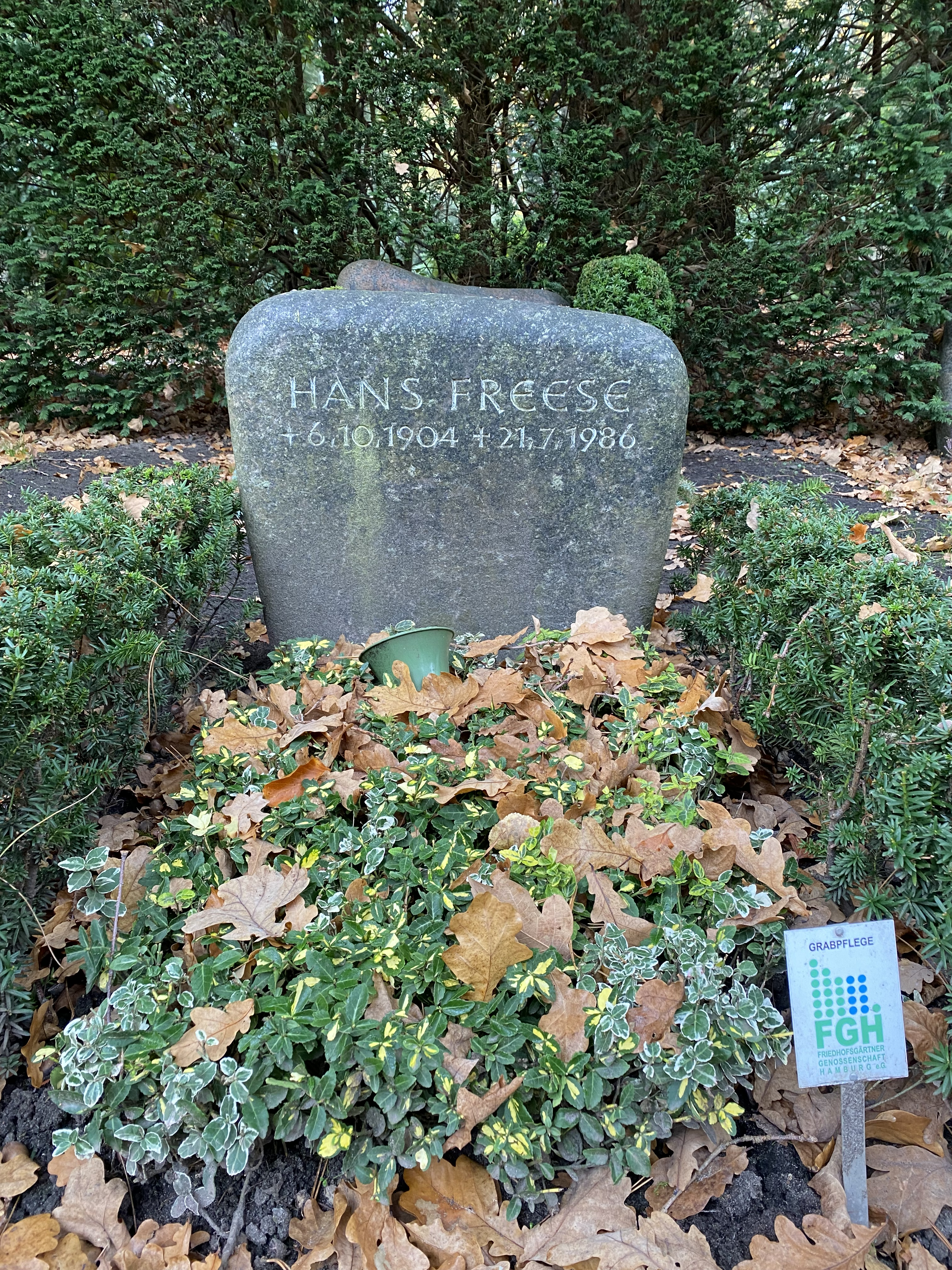
Grabstätte auf dem Friedhof Ohlsdorf

Hans Freese besuchte die Städtische Knabenmittelschule in Stralsund, gefolgt von einer kaufmännischen Lehre. Zudem erhielt er Violinunterricht. Nach einer musikalischen Ausbildung in einer Rostocker Militärkapelle wurde er bereits mit 22 Jahren Konzertmeister am Stralsunder Stadttheater. Ab 1934 schloss sich ein Kapellmeisterstudium an der Staatlichen Akademischen Hochschule für Musik in Berlin an. Es folgte die Ernennung zum Stabsmusikmeister und Chef des Musikkorps des Hamburger Regiments 76.
Nach dem Zweiten Weltkrieg wurde er 1945 Musikredakteur bei Radio Hamburg/Nordwestdeutscher Rundfunk, dem späteren Norddeutschen Rundfunk. Hier betreute er die Sendung … und jetzt ist Feierabend, gestaltete die jährliche Gala-Veranstaltung Fest der Seefahrt und prägte fast ein Vierteljahrhundert mit seinem Hamburger Blasorchester die Sendung Hamburger Hafenkonzert. Mit dieser Sendung ging er zudem auf Tournee durch die USA und Kanada.
Hans Freese wurde auch „der Karajan der Blasmusik“ und „Küsten-Karajan“ genannt. Er verstarb 81-jährig und wurde auf dem Friedhof Ohlsdorf beigesetzt. Die Grabstätte liegt im Planquadrat AB 21 südöstlich von Kapelle 7.

## Werke (Auswahl)
- Großer Zapfenstreich und beliebte Märsche. Mitwirkende: Musikkorps der Schutzpolizei Berlin, Dirigent Heinz Winkel; Großes Blasorchester, Dirigent Hans Freese; sowie als Dirigent Hans Felix Husadel; Telefunken
- Hafenmelodie. Mitwirkende: Bernhard Jakschtat, Carl Bay, Peter Oldenburg, Rudolf Beiswanger; Die Finkenwerder Buttjes – Der Jan-Maaten-Chor; Das Hamburger Blasorchester unter Hans Freese; Rudi Klaus und Frido Grothey (Akkordeon); Die Seelüd-Rhythmiker u. a.; Miller International Schallplatten G.m.b.H.
- Ostfriesland – Friesland. „Eine heimatliche Melodienfolge mit Jan Behrens, Richard Germer, Christa Haas, Heidi, einem grossen Chor, einer Volkstanzgruppe und verschiedenen Orchestern, Leitung: Hans Freese“; Deutsche Grammophon Ges. mbH
- Spielt die Kapelle 'ne olle Kamelle : Walzerlied. Hans Freese und sein Orchester; Gesang: Richard Germer und das Roland-Trio; Polydor, um 1956
- Walter-Kollo-Melodien. Teil I und II, Großes Blasorchester, Leitung Hans Freese; Philips, 9.4.51
- Florentiner Marsch / Hoch Heidecksburg. Hans Freese & das große Polydor-Blasorchester; Polydor 48 978 / Polydor 22 012, 1953